# Cumeada
Cumeada (frequentemente conhecida como Sant'Ana) é uma povoação portuguesa do Município da Sertã que foi sede da extinta Freguesia de Cumeada, freguesia que tinha 23,10 km² de área e 503 habitantes (2011), e, por isso, uma densidade populacional de 21,8 hab/km².
A Freguesia de Cumeada foi extinta e agregada à Freguesia de Marmeleiro, criando-se a União das Freguesias de Cumeada e Marmeleiro.

## População
| População da freguesia de Cumeada | População da freguesia de Cumeada | População da freguesia de Cumeada | População da freguesia de Cumeada | População da freguesia de Cumeada | População da freguesia de Cumeada | População da freguesia de Cumeada | População da freguesia de Cumeada | População da freguesia de Cumeada | População da freguesia de Cumeada | População da freguesia de Cumeada | População da freguesia de Cumeada | População da freguesia de Cumeada | População da freguesia de Cumeada | População da freguesia de Cumeada |
| --------------------------------- | --------------------------------- | --------------------------------- | --------------------------------- | --------------------------------- | --------------------------------- | --------------------------------- | --------------------------------- | --------------------------------- | --------------------------------- | --------------------------------- | --------------------------------- | --------------------------------- | --------------------------------- | --------------------------------- |
| 1864                              | 1878                              | 1890                              | 1900                              | 1911                              | 1920                              | 1930                              | 1940                              | 1950                              | 1960                              | 1970                              | 1981                              | 1991                              | 2001                              | 2011                              |
| 538                               | 496                               | 554                               | 638                               | 743                               | 765                               | 872                               | 977                               | 1 083                             | 1 127                             | 977                               | 800                               | 651                               | 573                               | 503                               |

## História
Pouco se conhece acerca do povoamento do território da freguesia de Cumeada. No entanto, sabe-se que a área que actualmente corresponde ao seu território sempre pertenceu ao termo da Sertã, que foi da posse dos Templários até 1174, data em que D. Afonso Henriques a entregou à Ordem do Hospital.
O topónimo desta freguesia "vem da sua situação orográfica – que é de uma beleza rude e ao mesmo tempo aliciante – pois se encontra num pequeno planalto, rodeada de cumes das mais variadas altitudes"
Grande parte dos terrenos da freguesia de Cumeada pertenceu à Ordem de Malta e, em 1803, ainda muitos moradores da Cardiga, um dos lugares da freguesia, pagavam foros ao Grão-Prior do Crato, como se conclui de uma apresentação feita no mesmo ano, em que se pedia o perdão deles por se encontrarem na miséria, motivada por uma grande trovoada que destruiu frutos e propriedades.
As notas históricas que se conhecem referentes à freguesia foram retiradas de uma "Carta" de D. João VI, datada de 1806, na qual o rei manda fazer as demarcações da paróquia de Sant’Ana, que segundo alguns historiadores, quando foi instituída, já ali existia uma ermida em sua veneração. As referidas demarcações feitas pelo monarca satisfaziam um pedido dos moradores dos lugares mais próximos da capela, para que ali se estabelecesse a côngrua para um capelão, o que D. João reconheceu ser da maior utilidade para aquelas populações; criava-se assim uma nova freguesia, que se baptizou inicialmente com o sugestivo nome de "Cumiada".

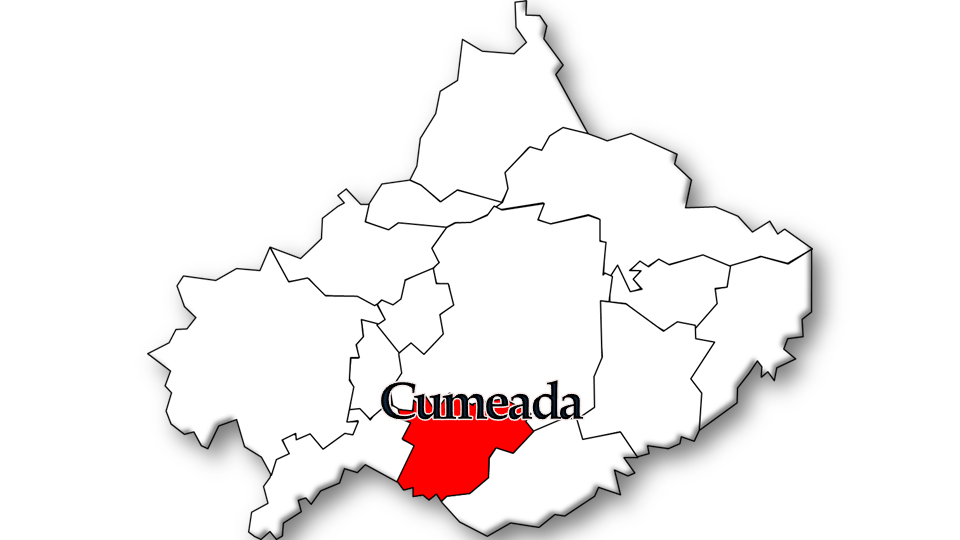
Localização no Município da Sertã

## Heráldica
Ordenação heráldica do brasão e bandeira publicada no Diário da República, III Série de 16 de agosto de 2002: Armas - Escudo de ouro, armação de moínho de negro, cordoada do mesmo e vestida de azul, entre cruz da Ordem dos Templários de vermelho e cruz da Ordem de Malta, filetada de negro, em chefe e monte de três cômoros de verde, movente da ponta. Coroa mural de prata de três torres. Listel branco, com a legenda a negro: “CUMEADA“.

### Simbologia
A cruz da Ordem dos Templários representa o facto de a Ordem dos Templários ter sido proprietária do termo da Sertã, no qual se inclui a freguesia da Cumeada. A cruz da Ordem de Malta representa a posse de grande parte dos terrenos da freguesia, por parte dessa Ordem. A armação de moinho representa a agricultura, em particular o facto de a Cumeada ter localização propícia à instalação de moinhos de vento e outros. Representa ainda o património cultural da freguesia, a ponte romana da Cova do Moinho, a ponte da Várzea Carreira, alguns cruzeiros e alminhas, exemplo disso a nossa Senhora dos Bons Caminhos, bem como vários moinhos e açudes. O monte de três cômoros representa o topónimo e a localização geográfica da freguesia.

## Património
- Pontes romanas (ponte da Cova do Moinho; ponte da Várzea da Carreira)
- Alminhas de Nossa Senhora dos Bons Caminhos
- Cruzeiros
- Igreja de Santa Ana (matriz)
- Moinhos e açudes
- Trecho da ribeira da Isna

## Localidades
Além da sede, a Freguesia de Cumeada englobava as seguintes localidades:
- Albergaria
- Alcoutim
- Castanheiro Pequeno
- Castanheiro Grande
- Casal do Calvo
- Chão da Telha
- Cova do Moinho
- Casal de Santana
- Granja
- Rebaxia dos Faustinos
- Rebaxia dos Tomés
- Várzea Carreira
- Bernardia
- Junceira
- Vaquinhas
- Cardiga Fundeira
- Cardiga Cimeira

## Actividades económicas
- Agricultura
- Exploração florestal
- Lacticínios
- Construção civil

## Festas e Romarias
Santa Ana (1.º domingo de Agosto)

## Gastronomia
- Filhós
- Coscoréis
- Queijos (de vaca e de cabra)
- Enchidos
- Maranhos
- Peixe da ribeira

## Colectividades
- Centro Social, Cultural, Recreativo e Desportivo de Cumeada
- Centro de apoio à 3ª Idade de Santa Ana